# Klemens Jerzy Zamoyski
Klemens Jerzy Zamoyski  herbu Jelita (ur. 1738, zm. 15 maja 1767) – polski magnat, był starostą płoskirowskim i tarnowskim.

Urodził się w 1738 roku (starsze źródła często podają błędną datę 1747). 
Syn Tomasza Antoniego i Anieli Teresy Michowskiej. Na jego cześć nazwano letnią rezydencję Zamoyskich - Klemensów. Po śmierci ojca w 1752 odziedziczył Ordynację Zamojską, był jej VIII ordynatem. Opiekę nad małoletnim Klemensem sprawował jego stryj Jan Jakub. Na czele ordynacji stanął w 1760 roku.
W 1763 w Warszawie zawarł małżeństwo z Konstancją (1742–1792) córką Stanisława Kostki Czartoryskiego, jednak nie doczekał się potomka. Po śmierci Klemensa w młodym wieku, Konstancja wyszła za jego stryja Andrzeja Hieronima. Ordynację Zamojską odziedziczył jego stryj Jan Jakub, który został IX ordynatem. 